# Verzerrung (Akustik)
In der Akustik versteht man unter nichtlinearer Verzerrung die Verfälschung eines akustischen Signals durch Hinzunahme von Frequenzen, die im Originalsignal nicht enthalten sind.
Zu den linearen Verzerrungen siehe Frequenzgang und Entzerrung.

## Grundlagen
Im weitesten Sinne ist das Abklingen einer Schwingung auch eine lineare Verzerrung. Im Unterschied dazu fügt nichtlineare Verzerrung zu dem Signal Frequenzen hinzu, die im Eingang nicht vorhanden sind, weil der Verstärker wie ein Mischer arbeitet. Diese zusätzlichen Frequenzen erscheinen als Obertöne (Harmonische) oder Summen- und Differenzfrequenzen im Spektrum. Dabei ist in der Zeitfunktion eine Veränderung der Kurvenform der Amplitude erkennbar (Fouriersynthese und -analyse). Die Obertöne sind dabei überwiegend ganzzahlige Vielfache (= harmonische) der Grundfrequenz.

Ausgangsspektrum eines Röhrenverstärkers, wenn gleichzeitig die Frequenzen 34 kHz und 653 kHz eingespeist werden. Entsprechende Summen- und Differenzfrequenzen treten auch bei anderen Eingangsfrequenzen auf.

Obertöne entstehen beispielsweise bei der Erzeugung, Aufnahme oder Wiedergabe durch Nichtlinearitäten der verwendeten Teile. Das Ergebnis erscheint spektral so, als wenn einem Ton zusätzliche Frequenzen, die nicht dem Grundton entsprechen, zugefügt wurden. Für die Klangwahrnehmung sind dabei die Harmonischen der Obertonreihe verantwortlich, das heißt die ganzzahligen Vielfachen der Grundfrequenz – wird das Pegelverhältnis dieser Frequenzen zueinander verändert, ändert sich der Klang, man spricht von harmonischer nichtlinearer Verzerrung. Das Verhältnis von Pegel des Grundtons zu Pegel der Oberton-Summe nennt man dabei Klirrfaktor. Entstehen weitere Frequenzen, die keine Vielfachen der Grundfrequenz sind, spricht man von nichtharmonischen nichtlinearen Verzerrungen, die im Höreindruck meistens schärfer und unmusikalischer beschrieben werden.
In der Tontechnik und Instrumentalmusik kann die unnatürliche Wiedergabe von Klängen je nach Anwendungsgebiet erwünscht oder unerwünscht sein.

## Unerwünschte Verzerrung
Verzerrung kann ungewollt durch die ungünstige Form und Eigenschwingung eines akustischen Resonators oder Schalltrichters (Megafon) zustande kommen oder durch Nichtlinearitäten bei der elektronischen Abnahme, Verstärkung und Wiedergabe eines Klangs.

## Gewollte Verzerrung

### Akustische Verzerrung

#### Instrumentalverzerrung
Schon bei der instrumentalen Schallerzeugung können Verzerrungen im musikalischen Sinne gewollt sein. Bei Streichinstrumenten können solche Effekte durch inkorrekten Anstrich der Saiten hervorgerufen werden, so dass der Klang zwischen Normalklang und Flageolett liegt; bei Blasinstrumenten kennt man die Technik des Growling (gleichzeitiges In-das-Instrument-Singen, während man es anbläst). Der Effekt äußert sich in Überlagerungen des gesungenen und des gespielten Tones, die Interferenzen lassen den Klang des Instrumentes „schmutzig“ erscheinen. Die Stärke des Effekts lässt sich je nach Sing-Lautstärke und Intervallabstand zum gespielten Ton modulieren. Ein Musiker, der für die Perfektionierung dieser Technik bekannt ist, ist der Jazzposaunist Albert Mangelsdorff.

#### Stimmverzerrung
Verzerrung (englisch distortion) ist im Gesang eine Stimmtechnik, die insbesondere in Hard Rock und Metal eingesetzt wird. Um den verzerrt klingenden Distortion-Effekt zu erzeugen, wird der regulären Vibration der Stimmbänder eine gleichzeitige bzw. zusätzliche Vibration der Taschenbänder (auch falsche Stimmbänder genannt) hinzugefügt.

### Elektronische Verzerrung
Die gewollt unnatürliche Wiedergabe eines Tons in der Musik mittels musikalischer Effektgeräte oder Verstärker, wie beispielsweise die künstlerische Verzerrung des Gitarrensignals im Gitarrenverstärker, kann unter anderem durch einen Verzerrer oder eine Übersteuerung des Verstärkers bewerkstelligt werden.
Bei elektronischer Verzerrung werden auch spektrale Anteile erzeugt, die im Ursprungssignal nicht vorhanden waren. Dieses gilt insbesondere dann, wenn Akkorde über einen Verzerrer dargeboten werden. Es können Differenztöne entstehen (Töne, deren Tonhöhe der Differenz zwischen den gespielten Tönen entspricht) oder Summentöne (Töne, deren Tonhöhe der Summe zwischen den gespielten Tönen entspricht), Differenz- und Summentöne zwischen Grundton und Obertönen usw.